# Producent muzyczny

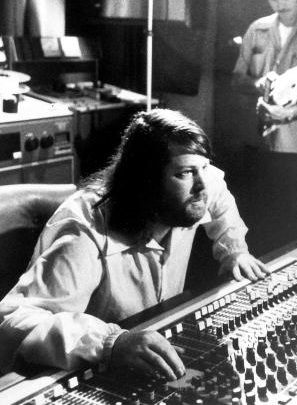
Brian Wilson przy mikserze (1976)

Producent muzyczny – osoba odpowiedzialna za całokształt nagrania muzycznego lub spektaklu.
Do zadań producenta muzycznego należy: wybór, interpretacja i aranżacja utworów muzycznych, wybór muzyków i solistów do projektu, nadzór nad nagraniem lub wykonaniem, często wybór i współpraca z reżyserem lub realizatorem dźwięku, scalanie w jeden twór odrębnie nagranych partii, ścieżek dźwiękowych czy solowych wykonań oraz nadzór nad masteringiem utworów.
W przypadku muzyki elektronicznej, oraz współczesnej muzyki pop pojęcie producenta najczęściej kryje za sobą całościowe wyprodukowanie utworu, od pierwszej nuty, poprzez kompozycję, aranżację, miks aż po finalny mastering. Pojęcie prawie nieznane w muzyce poważnej, w której tę rolę pełni reżyser dźwięku.

## Beatmaker
W muzyce hip-hopowej rolę producenta muzycznego pełni osoba określana mianem beatmakera (z ang. „beat” – rytm perkusyjny oraz „making” – robić, w wolnym tłumaczeniu – robić / tworzyć rytm perkusyjny). Do zadań autora podkładów należy ogół czynności składający się na proces tworzenia kompozycji muzycznych, zarówno przy wykorzystaniu komputerów, jak i specjalistycznych samplerów (np. Akai MPC), bądź też innej aparatury służącej do komponowania, np. keyboardów, czy też syntezatorów. 
Od powstania hip-hopu w latach 70. XX w. w Stanach Zjednoczonych rola beatmakera i DJ-a była traktowana pierwszorzędnie. Potwierdzenie tezy stanowiły nazwy zespołów i duetów, które poprzedzały pseudonimy autorów podkładów np. Grandmaster Flash and the Furious Five i DJ Jazzy Jeff & The Fresh Prince. W latach późniejszych sytuacja uległa odwróceniu na rzecz raperów np. Dizkret i Praktik oraz Pezet i Noon. Współcześnie termin beatmaker, został wyparty przez pojęcie producenta muzycznego lub jest stosowany wymiennie.